# مؤسسه (رمان)
مؤسسه (انگلیسی: The Institute) رمانی در ژانر علمی تخیلی-دلهره‌آور ترسناک، نوشتهٔ نویسندهٔ آمریکایی، استیون کینگ است که اسکریبنرز آن را در سپتامبر ۲۰۱۹ منتشر کرد. این رمان دربارهٔ پسری دوازده ساله به نام لوک الیس است که مزاحمانی وارد خانهٔ آن‌ها می‌شوند، پدر و مادرش را به قتل می‌رسانند و او را با خود می‌برند. زمانی که لوک بیدار می‌شود، خودش را در اتاقی در راهروی مؤسسه‌ای می‌بیند که از نظر ظاهری به اتاق خودش شباهت دارد و کودکان دیگری با استعداد یا قدرت خاص در اتاق‌های آنجا نگهداری می‌شوند.

## اقتباس
در زمان انتشار رمان اعلام شد که حقوق تلویزیونی آن جهت تولید مجموعه‌ای محدود با نویسندگی دیوید ای کلی، کارگردانی جک بندر و تهیه‌کنندگی اجرایی کلی و بندر نزد تلویزیون اسپای‌گلس محفوظ است.